# Сунда (річка)
Су́нда (рос. Сунда) — річка в Кіровській області (Унинський район) та Удмуртії (Селтинський район), Росія, права притока Чукшеця.
Річка починається за 4 км на південний захід від колишнього присілку Костоломи Унинського району. Річка протікає спочатку на південний схід та південь. Біля присілку Чечери повертає на південний схід, а вже на території Удмуртії (а це 2,5 км) русло спрямоване на схід. Впадає до Чукшеця за 0,6 км від його гирла.
Русло вузьке, долина широка. Береги заліснені, місцями болотисті. Річка приймає декілька дрібних приток, на ній створено ставки.
Над річкою розташовано присілок Коркинці.